# 罗克维尔 (南卡罗来纳州)
罗克维尔，是美国南卡罗来纳州下属的一座城市。城市类型是“Town”。其面积大约为0.51平方英里（1.33平方公里）。根据2010年美国人口普查，该市有人口134人，人口密度约为每平方 英里260.7人（约合每平方公里100.66人）。